# Пиларик, Стефан
Стефан Пиларик (нем. Stephan Pilarick, словац. Štefan Pilárik, венг. István Pilárik; 1615 год, Очова, королевство Венгрия — 8 февраля 1693 года, Нойзальца в Шпремберге, Верхняя Лужица, курфюршество Саксония) — словацкий поэт, протестантский теолог и пастор.

## Биография
Стефан Пиларик родился в 1615 году в Очове, в королевстве Венгрия (ныне в районе Зволен, Банска-Бистрицкий край, Словакия) в семье словаков, исповедовавших лютеранство, Штефана Пиларика и Анны, урождённой Мазурковой. Отец его был протестантским пастором в Очове и дал сыну хорошее образование. Стефан Пиларик обучился игре на органе, выучил латинский язык и проявил блестящие способности в риторике.
В 1630 году он был принят на место органиста в церкви города Бардеёв. В 1633 году, в возрасте 18 лет, произнёс свою первую проповедь в замке Виглаш. В 1635 году был назначен на место кантора в церкви города Илава. В этом городе в 1637 году Стефан Пиларик женился на Эуфрозине Пааровой, которая родила ему одиннадцать детей, семерых мальчиков и четверых девочек (четыре мальчика и одна девочка умерли в младенчестве). Затем он получил назначение на место проповедника в протестантских церквях в Верхней Венгрии (современная Словакия), исповедовавших лютеранство.
С 1650 по 1660 год Стефан Пиларик, по приглашению графини Эвы из Тренчина, служил проповедником при дворе в Тренчине. Однако, вскоре в королевствах Чехия и Венгрия усилилось движение Контрреформации, и сотни тысяч христиан, исповедовавших лютеранство, были вынуждены переселиться из этих стран. В 1660 году Стефан Пиларик и члены его семьи подверглись преследованию со стороны представителей контрреформации.
3 сентября 1663 года, во время службы пастором в новом приходе в Сенице, он был схвачен мусульманами-турками, вторгшимися в королевство Венгрия. В плену его подвергли жестоким пыткам, после чего продали в рабство. Чиновник по имени Константин, вероятно, христианин, исповедовавший православие, помог ему бежать из тюрьмы в Валахии. По реке Дунай Стефан Пиларик доплыл до Дьёра, а затем др Братиславы. Здесь он воссоединился с семьёй.
Армия султана Османской империи потерпела сокрушительное поражение от армий короля Венгрии и императора Священной Римской империи. В 1664 году в Вашваре был заключён мирный договор, предотвративший нападения мусульман-турок на королевство Венгрия на многие годы. Стефан Пиларик вернулся в Сеницу.
В 1670 году по приказу Леопольда I, короля Венгрии, исповедовавшего католичество, из страны были изгнаны все его подданные-протестанты. За голову самого Стефана Пиларика была назначена цена в 100 дукатов. Пастор вместе с семьёй бежал из Сеницы в Скалицу, откуда в Оломоуц в Моравии, затем во Вроцлав в Силезии. В 1673 году он бежал в Циттау в Верхней Лужице, под покровительство единоверца Иоганна Георга II, курфюрста Саксонии. Этот город стал пунктом сбора для беженцев, исповедовавших лютеранство, из королевств Чехия и Венгрия. По приглашению единоверцев, Стефан Пиларик прибыл в город Будишн (ныне Бауцен).
В 1670 году Анна Катарина фон Зальца, основавшая приход в Нойзальца для беженцев из Чехии и Венгрии, пригласила пастора возглавить его. Стефан Пиларик выразил согласие, и 14 апреля 1674 года был официально назначен на место пастора и проповедника в Нойзальца. Его назначение было подтверждено 14 октября 1674 года, основателем города, Кристофом Фридрихом фон Зальца. Стефан Пиларик возглавлял приход в течение следующих девятнадцати лет. При его поддержке, по проекту архитектора Ганса Зарна в 1675—1678, в Нойзальца была построена каменная церковь Святой Троицы. Стефан Пиларик умер 8 февраля 1693 года, в возрасте 78 лет.

## Сочинения
Стефан Пиларик писал богословские сочинения на латинском, чешском и немецком языках. Его ранние произведения представляют собой переводы протестантской литературы. Ряд сочинений самого теолога носят автобиографический характер. Сохранились несколько его стихотворений на словацком языке.
- Stephanus Pilarick. Favus Destillans, seu Gemitus Dominicales et Festivales Evangelicorum … (1648) (лат.)
- Stephanus Pilarick. Pamatné Prihodi Stepana Pilárika Szeniczkého nekdy Kneze Leta Páne. (1651) (лат.)
- Štefan Pilárik. Pamatné Prihodi Stepana Pilárika Szeniczkého nekdy Kneze Leta Páne 1663. (1663) (чешск.)
- Stephanus Pilarick. Sors Pilarikiana. (1666) (лат.)
- Stephanus Pilarick. Ευϕημια In bene meritam Doctoralem Cidarim In Incluta Panegyri Wittebergensi eollatam … (1672) (лат.)
- Stephan Pilarick. Currus Jehovae mirabilis. (1678) (нем.)
- Stephan Pilarick. Turcico-Tartarica Crudelitas. (1684) (нем.)